# Manuel Pacheco
Manuel Guillermo Pacheco Martínez (Barranquilla, Atlántico, Colombia; 8 de octubre de 1931-Bogotá, Cundinamarca, Colombia; 22 de enero de 2015) fue un futbolista colombiano que se desempeñó como arquero; y que jugó en el Sporting de Barranquilla, Independiente Santa Fe, Atlético Manizales, Deportes Tolima, Deportivo Cali y en el Deportivo Independiente Medellín. Es considerado uno de los mejores arqueros de la historia de Independiente Santa Fe, club con el que ganó 3 títulos en 1958, 1960 y en 1966.
Hijos: Alex Pacheco, Heidy Pacheco, Edgar Pacheco, Juan Carlos Pacheco.
Nietos: Manuel Pacheco, Camila Pacheco, Tomas Pacheco.

## Trayectoria

### Inicios
Manuel "Manolín" Pacheco nació en la ciudad de Barranquilla, capital del departamento del Atlántico al norte de Colombia. Allí, empezó a jugar fútbol, e ingresó al equipo juvenil del Sporting de Barranquilla. 

### Sporting de Barranquilla
Su debut con el Sporting de su ciudad natal, fue en el año 1950. Con el cuadro barranquillero, tuvo grandes actuaciones, y fue figura durante su etapa que fue hasta el año 1954, cuando dejó al club para irse a jugar al Atlético Manizales.

### Atlético Manizales
En el equipo de la capital del departamento de Caldas, jugó por un año, y tuvo buenos partidos. 

### Independiente Santa Fe
En 1955, el barranquillero llegó a Independiente Santa Fe de la ciudad de Bogotá. Con el conjunto cardenal, Pacheco vivió sus mejores años debajo del arco, ya que desde que llegó tuvo buenas actuaciones, y con el paso del tiempo, se hizo un hueco en el once titular. En 1958, ganó con Santa Fe el Campeonato Colombiano, siendo figura y consiguiendo así su primer título como profesional. En 1960, volvió a ser campeón con el conjunto albirrojo, alternando la titularidad con el argentino Leonardo Bevilacqua. Al año siguiente, jugaría por primera vez la Copa Libertadores de América donde atajaría sería titular en varios partidos de la gran campaña del equipo bogotano que llegó hasta las semifinales. Su primera etapa en Santa Fe, sería hasta finales de 1961, cuando después de ganar 2 títulos del Fútbol Profesional Colombiano, y ser figura se va a jugar al Deportivo Cali. 

### Deportivo Cali
Luego de una exitosa etapa en Independiente Santa Fe, donde fue figura y campeón; el arquero nacido en Barranquilla se fue al Deportivo Cali. Allí, estuvo un año donde tuvo buenos partidos y fue subcampeón del Fútbol Profesional Colombiano. 

### Vuelta a Santa Fe
En 1963, luego de un buen año en el Cali, Manuel volvió a Independiente Santa Fe. En el conjunto cardenal, alterna la titularidad con Justiniano Montaña; y a finales del año se va al Deportes Quindío.

### Deportes Quindío y Deportes Tolima
En el equipo de la ciudad de Armenia, también estuvo un tiempo, y luego se fue al Deportes Tolima. Luego de estar en el equipo "Pijao", volvió a jugar en Independiente Santa Fe.

### Última etapa en Santa Fe
En el año 1966, ganó su tercer título del Fútbol Profesional Colombiano con Santa Fe, ya que el cuadro cardenal ganó su cuarta estrella con un gran equipo con jugadores como Carlos "El Copetín" Aponte, Carlos Rodríguez y Alfonso Cañón. Así, "Manolín" entró en la historia del club y se convirtió en ídolo de la hinchada. Al año siguiente (1967), volvería a jugar la Copa Libertadores de América. Su gran etapa en Santa Fe, fue hasta finales de 1968, cuando luego de haber sido tricampeón, figura e ídolo de la hinchada, se va al Deportivo Independiente Medellín. Tras su gran paso por Santa Fe, el barranquillero se convirtió en uno de los cuatro jugadores que ganaron 3 títulos junto con Carlos "El Copetín" Aponte y Carlos Rodríguez que ganaron los de torneos de 1958, 1960 y 1966; el otro jugador fue Alfonso Cañón, juvenil que compartió con esos veteranos el de 1966, y luego ganó los de 1971 y 1975.

### Deportivo Independiente Medellín
Luego de ser tricampeón con Independiente Santa Fe, donde además se volvió figura, e ídolo, se fue a jugar al Deportivo Independiente Medellín donde se retiró como profesional en 1969 tras jugar 7 partidos. En su carrera, jugó 271 partidos. 

## Datos
Durante su carrera jugó 271 partidos.
De esos 271 partidos, 188 fueron con Santa Fe.  
Como dato curioso, el 29 de noviembre de 1967 Pacheco hizo parte de la nómina de Santa Fe que jugó el primer partido en el Estadio El Campín con luz artificial. El resultado del juego amistoso favoreció a la Selección de Checoslovaquia 2-0 sobre los capitalinos.
El 12 de abril de 2009, antes del partido de Santa Fe contra el Deportes Quindío, fue homenajeado por su trayectoria deportiva con el club Cardenal. Falleció en Bogotá el 22 de enero de 2015 tras una complicación renal.

## Clubes
| Club                     | País     | Año                   |
| ------------------------ | -------- | --------------------- |
| Sporting de Barranquilla | Colombia | 1950-1955             |
| Atlético Manizales       | Colombia | 1954                  |
| Independiente Santa Fe   | Colombia | 1955-1961 y 1965-1968 |
| Deportes Tolima          | Colombia | N.S N.R.              |
| Deportivo Cali           | Colombia | N.S N.R.              |
| Independiente Medellín   | Colombia | N.S N.R.              |

## Palmarés

### Campeonatos nacionales
| Título           | Club     | País     | Año  |
| ---------------- | -------- | -------- | ---- |
| Primera División | Santa Fe | Colombia | 1958 |
| Primera División | Santa Fe | Colombia | 1960 |
| Primera División | Santa Fe | Colombia | 1966 |

## Récords
| Récord                           | Club     | País     | Año (s)           |
| -------------------------------- | -------- | -------- | ----------------- |
| Tricampeón del Fútbol Colombiano | Santa Fe | Colombia | 1958, 1960 y 1966 |